# Grimpow, l'élu des Templiers
Grimpow, l'élu des templiers titre original : Grimpow, el camino invisible) est un roman de l'écrivain espagnol Rafael Ábalos, publié en Espagne en 2005 puis en France en 2006. Le livre plonge les lecteurs dans un monde d'inscriptions codées et de cartes énigmatiques, de jeux de mots et de cryptogrammes. Un chemin invisible qui prend sens à mesure que Grimpow s'approche du plus grand secret du Moyen Âge : celui que détiennent les Templiers.
Ce roman a été unanimement salué par la presse espagnole qui y voit Le Nom de la rose de la littérature d'enfance et de jeunesse.

## Personnages
- Grimpow : jeune héros
- Durlib : ami de Grimpow
- Kense : domestique de l'abbaye de Brinkdum
- Frère Brasgdo : moine cuisinier
- Abbé de Brinkdum
- Boulvar de Goztell : inquisiteur de Lyon
- Rinaldo de Metz : moine bibliothécaire
- Frère Assben : moine herboriste
- Uberto d'Alexandrie : moine aveugle et centenaire
- Pobé de Lanforg : novice
- Salietti d'Estaglia : chevalier errant
- Maese Ailgrup : maître armurier d'Ullpens
- L'Ermite
- Drusklo le Sanguinaire : bandit
- Curé du village de Cornill
- Gurielf Labox : sage
- Aidor Bilbicum : sage
- Rhadoguil de Curnilldonn : templier
- Figüeltach de Vokko : baron d'Alsace
- Guishval : valet du baron
- Weienell : fille du sage Gurielf Labox
- Valdigor de Rostvol : chevalier allié au baron
- Junn le boiteux : aubergiste de Strasbourg
- Gulf d'Östemberg : duc des châteaux du Cercle de Pierre
- Humius Nazs : médecin de Metz
- Mahusle : femme d'Humius
- Azkle le Trouvère : batelier de Châlons